# Zoöxanthellen

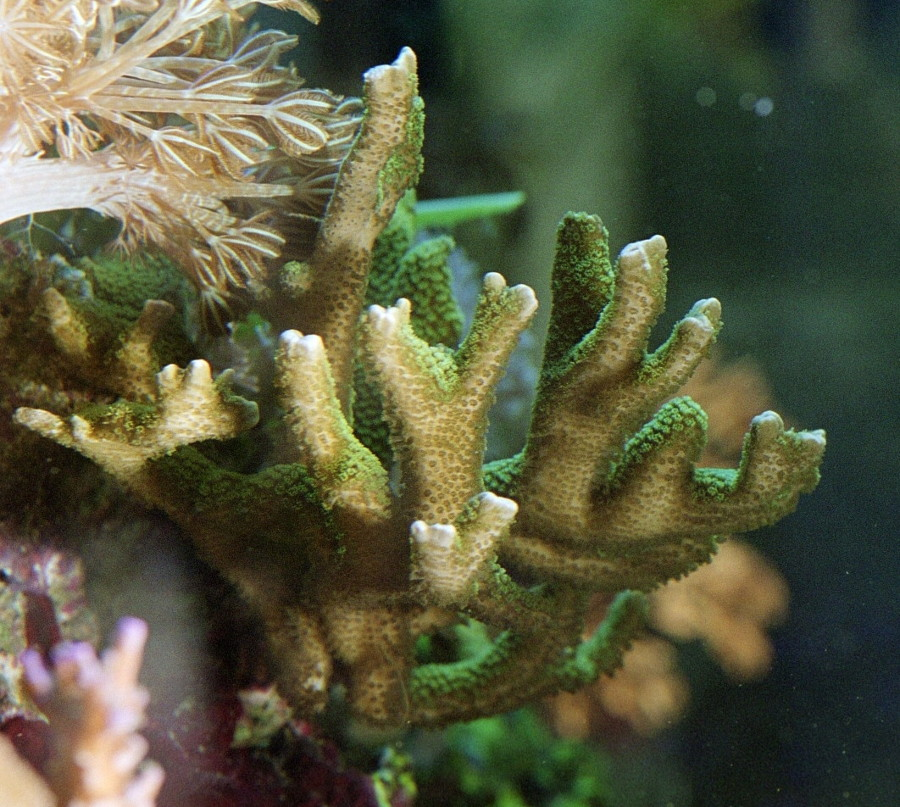

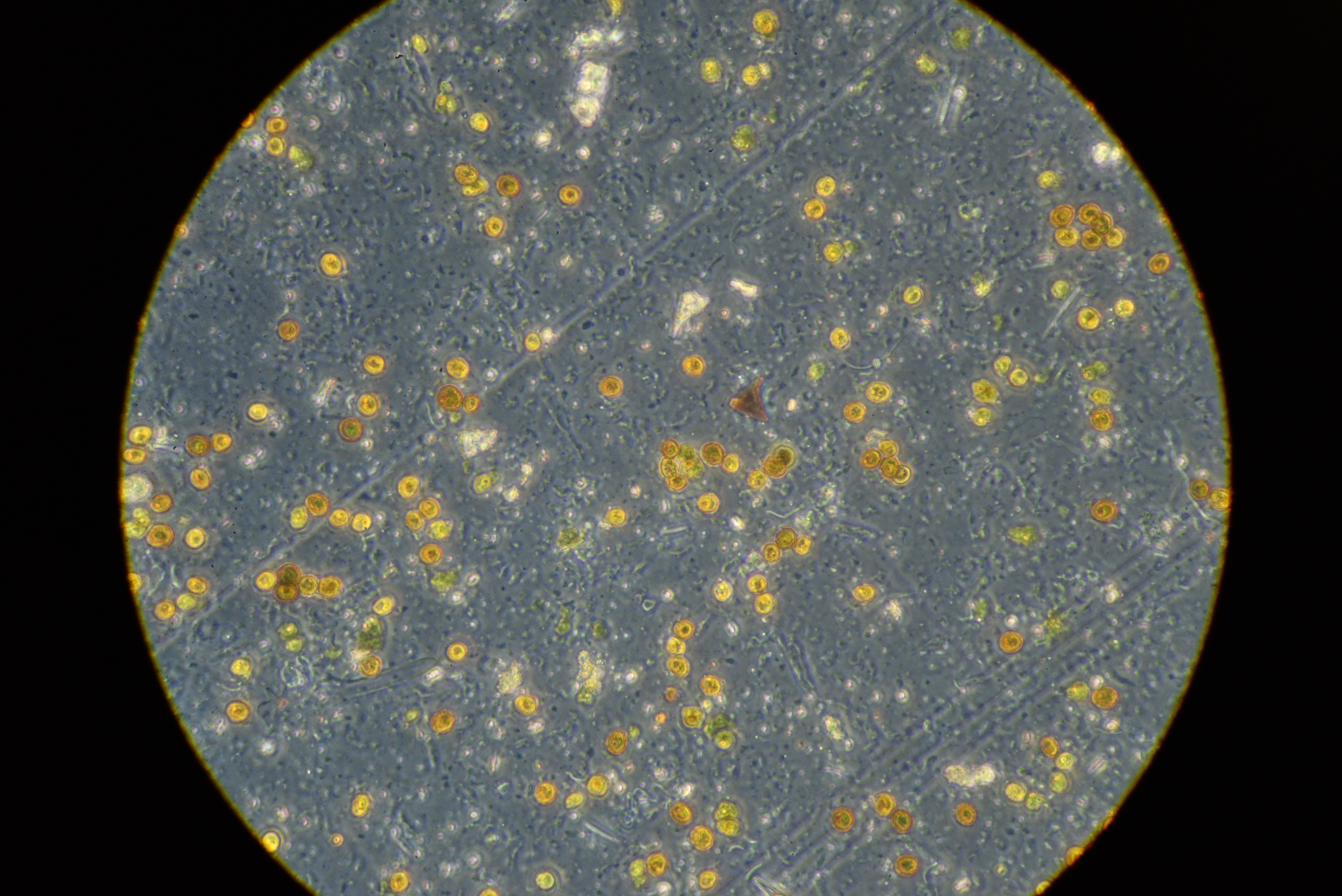

Zoöxanthellen zijn kleine eencellige protistensoort die in symbiose met koralen leven. Zoöxanthellen zijn vooral geconcentreerd in de tentakels van de poliepen van het koraal. Zoöxanthellen geven kleur aan de koralen, variërend van helder groen, diep blauw, oranje en bruin. 
Onder invloed van zonlicht zetten zoöxanthellen door het proces van fotosynthese de kooldioxide afkomstig van het koraal om in zuurstof, dat nodig is om de poliepen in leven te houden. Het is aannemelijk dat de koralen de zuurstof en koolhydraten die door de algen worden geproduceerd voor hun eigen stofwisseling gebruiken, en dat de algen profiteren van het door het koraal afgescheiden kooldioxide en andere afvalstoffen. 
Koralen kunnen hun zoöxanthellen verliezen, bijvoorbeeld door een te hoge temperatuur van het zeewater. Bepaalde invloeden van buitenaf, zoals opwarming van het zeewater kunnen leiden tot een afsterven van de zoöxanthellen, wat verbleking van koraal en uiteindelijk afsterven van de kolonie tot gevolg kan hebben.
In de aquaristiek komt dat al eens voor wanneer een koraal slecht verzorgd wordt of bij wijziging van de kwaliteit van het zeewater, bijvoorbeeld door een verhuizing of te hoge watertemperatuur. In dat geval toont het koraal alle signalen van slechte conditie en kan het sterven. Het koraal kan onder optimale verzorgingscondities vrij snel nieuwe zoöxanthellen aantrekken uit de omgeving en in enkele weken weer "in conditie" zijn.